# Emigración boliviana
Durante gran parte de su historia, Bolivia ha sido un país expulsor de emigrantes, principalmente hacia países vecinos, destacándose Argentina, Brasil y Chile, seguidos de España y Estados Unidos. Aquellos que emigran lo hacen en busca de una mejor calidad de vida, trabajo, o por razones de estudios. Para 2020 había un total de 927,200 bolivianos viviendo fuera del país (aumentando un 35.2% desde 2010), lo cual representa el 7.4% de la población nacida en Bolivia.

## Principales destinos
| 1.ª   | Argentina      | 345.272 | 500.000 - 1.000.000 | América      |  |  |       |
| 2.ª   | Brasil         | 50.640  | 250.000- 500.000    | América      |  |  |       |
| 3.ª   | España         | 163.553 |                     | Europa       |  |  |       |
| 4.ª   | Chile          | 122.773 |                     | América      |  |  |       |
| 5.ª   | Estados Unidos | 99.296  | 119.115             | América      |  |  |       |
| 6.ª   | Francia        | 25.000  |                     | Otros países |  |  | Mundo |
| TOTAL |                |         |                     |              |  |  |       |